# 高通風險投資
高通風險投資（英語：QCV, Qualcomm Ventures）是美国高通公司的投资机构，于2000年成立，其目的是对发展较早的高科技企业进行战略投资。QCV在电信领域大量投资并资助了Paypal、位智（Waze）、OpenSignal、Practice Fusion、Fon、MapR、Edico Genome、Tapingo等公司。并建立了数个独有的区域性基金以刺激在关键战略市场发展，这包括了韩国的6000万美元基金、日本的3000万美元基金、中国的1亿美元基金和欧洲的1亿基金。